# Taurus PT809
 (novembre 2019).
Le contenu est difficilement compréhensible vu les erreurs de traduction, qui sont peut-être dues à l'utilisation d'un logiciel de traduction automatique.
 (novembre 2019).
Le pistolet semi-automatique Taurus PT809 est fabriqué par Forjas Taurus SA depuis 2010. Relativement compact, il est construit en acier et en polymère.
Les pistolets de la série PT 800 de Taurus ont été conçus avec la collaboration de l'utilisateur final pour se conformer aux tests de réception les plus rigoureux sur les armes à feu pour l'ordre public et à usage militaire. 
Ces armes à feu ont été conçues pour être complètement ambidextres, faciles à manipuler et intuitives. 
Le mécanisme d’action et le système de frappe à marteaux rappellent les concepts de fonctionnement traditionnels des forces de police. 
Les pistolets de la série PT 800 procurent un sentiment de fiabilité et de sécurité pour un usage privé, pour ceux qui ont besoin d’un pistolet semi-automatique moderne.

## Présentation
Dérivé du Taurus PT24/7, il n'en diffère que par la présence d'un chien externe. En France, il est classé par la loi en catégorie B.

## Fiche technique du PT 809B
- Pays de production:  Brésil
- Munition: 	9 x 19 mm
- Capacité du chargeur : 17 coups (+1 dans la chambre)
- Longueur du pistolet : 21 cm
- Longueur du canon: 10 cm
- Masse de l'arme vide: 851 g
- Mécanisme de mise à feu : DA/SA
- Finition : bronzée
- Matériaux de la poignée: polymère
- Protection anti-rouille: Tennifer
- Guidon et hausse: fixes
- Détente: lisse

### Características
- Acomodador de municiones
- Seguro ambidiestro con Decocker
- Riel táctico picatinny bajo el cañón para acoplar accesorios
- Martillo Externo
- Llave de bloqueo
- Pistola para defensa y tiro deportivo.
- Elaborada con polímero y acero.
- Gatillo expuesto con acción doble y simple.
- Incorpora un seguro manual y un desarmador (decocker).
- Alargador de grip
- Empuñadura con grips intercambiables
- Incorpora miras Novak genuinas (removibles).
- Fabricada en Brasil.

## Sources
Cette notice est issue de la lecture des revues spécialisées de langue française suivantes :
- Cibles
- Action Guns